# Lenok sibiřský
Lenok sibiřský (Brachymystax lenok) je lososovitá ryba žijící v Severní Asii v řekách úmoří Severního ledového a Tichého oceánu.

## Popis, výskyt a způsob života
Způsobem života se lenok podobá potoční formě pstruha obecného (Salmo trutta fario), vzhledem i velikostí jeho jezerní formě (Salmo trutta lacustris). Mladí jedinci se živí larvami vodního hmyzu, větší ryby malými rybkami a obojživelníky. Běžně dosahuje délky 50 cm, největší délka byla zjištěna 70 cm při hmotnosti 8 kg.
Podobně jako pstruh potoční obývá studené, proudné a dobře prokysličené vody. V Evropě pstruh takové podmínky nachází v potocích a horských řekách. Lenok v Severní Asii je nachází celoplošně ve velkých nížinných řekách, protože potoky na většině oblasti jeho výskytu zamrzají do dna. Trdliště proto nemůže vyhledávat v potocích, ale pod prahy větších řek.
Tření probíhá po odchodu ledů v hloubce do 1,5 m. V době tření ryby obojího pohlaví zčervenají. Počet jiker o značné velikosti bývá v řádu stovek kusů. Potěr se líhne koncem léta a růst lenoka je pomalý. Dožívá se věku přes 15 let. V mládí se vyskytuje v menších hejnech, staří jedinci žijí samotářsky.

## Význam
Lenok je příležitostným a ceněným úlovkem při průmyslovém rybolovu. Na revírech sportovního rybolovu se často vyskytuje v podřadné roli při lovu mnohem větší hlavatky sibiřské. Je považován za ohrožený druh.